# Lars Frölander
Lars Arne Frölander (ur. 26 maja 1974 w Boden) – szwedzki pływak. Sześciokrotny uczestnik letnich igrzysk olimpijskich (z lat 1992–2012), trzykrotny medalista olimpijski.
Specjalizuje się w stylu motylkowym, choć sukcesy odnosił także w stylu dowolnym. Dwa razy zdobywał srebrne medale w sztafetach kraulowych, w 2000 w Sydney zwyciężył na dystansie 100 metrów motylkiem. W tym samym roku został uhonorowany nagrodą Svenska Dagbladets guldmedalj. Był także wielokrotnym medalistą mistrzostw świata (dwa razy złoto na długim basenie) i Europy.
W 2004 został wybrany chorążym reprezentacji Szwecji na Igrzyskach Olimpijskich w Atenach.

## Starty olimpijskie (medale)
Barcelona 1992
- 4 × 200 m kraulem – srebro

Atlanta 1996
- 4 × 200 m kraulem – srebro

Sydney 2000
- 100 m motylkiem – złoto

Ateny 2004